# Baran bo Odar
Baran bo Odar est un réalisateur, scénariste et producteur allemand, né le 18 avril 1978 à Olten, en Suisse. En 2017, avec Jantje Friese, il est connu pour être le cocréateur de la série Dark.

## Biographie
Baran bo Odar est né en Suisse. Il est d'origine turque du côté de sa mère et a une ascendance russe de son grand-père paternel, un ancien médecin qui a fui la Russie après la Révolution d'Octobre.

## Filmographie

### En tant que réalisateur et scénariste

#### Longs métrages
- 2006 : Sous le soleil (Unter der Sonne)
- 2010 : Il était une fois un meurtre (Das letzte Schweigen)
- 2014 : Who Am I : Kein System ist sicher

#### Court métrage
- 2005 : Quietsch

#### Séries télévisées
- 2017-2020 : Dark (26 épisodes)
- 2022 : 1899 (8 épisodes)

### En tant que réalisateur uniquement
- 2017 : Sleepless

### En tant que producteur

#### Long métrage
- 2010 : Il était une fois un meurtre (Das letzte Schweigen) (coproducteur)

#### Séries télévisées
- 2017 - 2020 : Dark (26 épisodes, producteur délégué)
- 2022 : 1899